# Tlahuizcalpantecuhtli

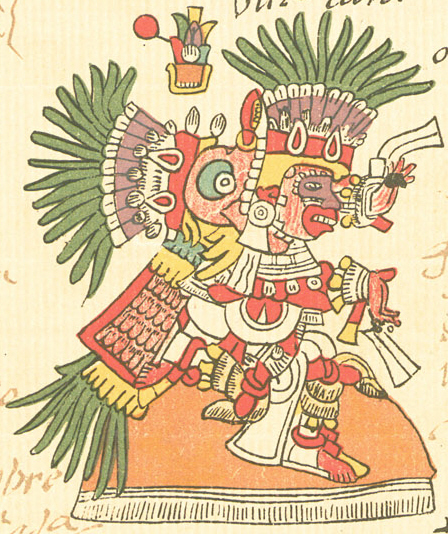
Tlahuizcalpantecuhtli

Tlahuizcalpantecuhtli (« Tlahuizcalpantecutli » ou « Tlahuixcalpantecuhtli ») est une divinité du panthéon aztèque. Divinité du lever du jour, Vénus (d'aspect matinal). C'est le dieu de la couleur rosée de l'aurore. Son nom signifie « Seigneur de la maison de l'étoile de l'aube » en nahuatl, langue parlée par les Toltèques et les Aztèques. Il est la personnification de l'étoile du matin, la planète Vénus. Son frère jumeau Xólotl personnifiait de son côté la planète Vénus en tant qu'étoile du soir. 

## Mythologie Aztèque
Il joue un rôle déterminant dans la légende de la création du cinquième soleil lors de son intervention pour inciter Tonatiuh à se déplacer. 
Dans la section du Codex Chimalpopoca qui illustre et relate en partie la légende des soleils, Tlahuizcalpantecuhtli, irrité par l'arrogance de Tonatiuh (dieu du soleil) qui s'obstine à demeurer immobile à la suite de sa création, l'attaque à l'aide de flèches ou d'épines lancées avec un atlatl. Il manque sa cible et reçoit en plein visage une flêche de Tonatiuh qui lui transperce le visage et le rend aveugle. Il devient alors Itztlacoliuhqui dieu du gel et de la justice représenté les yeux bandés,. Sur certaines pages du codex Borgia, il apparaît comme un squelette archer.
Tlahuizcalpantecuhtli est l'une des formes du dieu Quetzalcóatl car le mythe raconte que Quetzalcoatl, rendu ivre par son ennemi Tezcatlipoca, émigre vers l'Est où, après avoir fondé quelques villes, il se transforme en Vénus l'étoile du matin. Le bâtiment le plus important de la ville de Tula, capitale des Toltèques, est un temple consacré à cette divinité, construit entre 950 et 1150 après Jésus-Christ.
Tlahuizcalpantecuhtli réside dans le quatrième ciel aztèque, le Ilhuícatl-Huitztlán. C'est la résidence du dieu de l'aube et de là il surgit de l'océan qui entoure le monde pour annoncer la venue du dieu soleil Tonatiuh.

## Calendrier
Il est un Seigneur des jours et est associé au 12ème jour de chaque treizaine aztèque du calendrier classique. Dans le calendrier divinatoire aztèque Tōnalpōhualli, Tlahuizcalpantecuhtli est le patron de la treizaine qui commence au jour "1 serpent" (Ome Cóatl) et fini au "13 mouvement" (Mahtlactli Omei Ollin). Il occupe ce dernier rôle au côté de Xiuhtecuhtli, dieu du feu.